# La lingvo por ni
La lingvo por ni (mot à mot : « la langue pour nous ») est une chanson en espéranto populaire chez les espérantophones. Elle est fréquemment chantée durant les Rencontres internationales espérantophones[réf. souhaitée]. La musique est celle de la chanson Bring Back My Bonnie to Me.

## Paroles
Sur montoj kaj step’ indianoj

Ĉasadas kun ruĝfamili’

Kaj se vi postulas parolon,

Kanjone eĥiĝas la kri’

Esperanto estas la lingvo por ni, por vi.

Esperanto estas la lingvo por ni.

En densa afrika ĝangalo

Sovaĝaj nigruloj sen Di’

Jam solvis la lingvan problemon

Tamtamo resonas la kri’

Esperanto estas la lingvo por ni, por vi.

Esperanto estas la lingvo por ni.

Ĉe norda poluso eskimoj

Vivadas en neĝ’ kaj glaci’

Se ili bezonas parolon

Aŭdigas tutsame la kri’.

Esperanto estas la lingvo por ni, por vi.

Esperanto estas la lingvo por ni.

Sur tuta la vasta terglobo

En urboj de ĉiu naci’

Troviĝas samideanaro

Kaj sonas de buboj la kri’.

Esperanto estas la lingvo por ni, por vi.

Esperanto estas la lingvo por ni.